# Moritz Hartmann
Moritz Hartmann (Dušnik, 15 ottobre 1821 – Vienna, 13 maggio 1872) è stato un poeta austriaco.

## Biografia
Nel 1844 lasciò il regime dittatoriale austriaco e pubblicò a Lipsia poesie di graffiante satira contro Francesco Giuseppe e Metternich.
Tornato in patria nel 1847, fu incarcerato e poi liberato a seguito dei moti del 1848, quindi passò a guidare i liberali a Praga e divenne parlamentare. Fu un acuto e graffiante osservatore della società e spesso rivolse satire ai suoi colleghi che ogni giorno incontrava.
Fu poi nuovamente profugo e si rifugiò a Parigi (1854-1860), Ginevra (1860-1863), Stoccarda (1863-1868) prima di ritornare a Vienna, ove la situazione politica si stava ammorbidendo. Suo figlio Ludo Moritz fu un grande politico socialdemocratico.
Spesso le sue penetranti opere furono più apprezzate in Francia che nella natia Boemia.

## Opere
- la Coupe et l'Épée (Leipzig, 1845) ;
- les Nouvelles poésies (Leipzig, 1847) ;
- la Guerre autour du bois (Francfort, 1850) ;
- Adam et Ève (Leipzig, 1851) ;
- les Ombres (Darmstadt, 1852) ;
- Journal d'un voyage en Provence et dans le Languedoc (Leipzig, 1853, 2 vol.) ;
- Récits d'un vagabond (Berlin, 1858, 2 vol.) ;
- Récits à mes amis (Francfort, 1860) ;
- Portraits et bustes (Francfort, 1860) ;
- De printemps en printemps (Berlin, 1861) ;
- Nouvelles (Hambourg, 1863) ;
- le Prisonnier de Chillon (Hambourg, 1863) ;
- les Derniers jours d'un roi (Stuttgart, 1866) ;
- D'après nature (Stuttgart, 1866)